# گل رز سراسر آمریکا
گل رز سراسر آمریکا (انگلیسی: All-America Rose Selections) جایزه ای است که سالانه از سال ۱۹۴۰ تا ۲۰۱۳ توسط صنعت گل رز ایالات متحده آمریکا به گونه ای جدید و برجسته رز اعطا می‌شود. برگزیده گل رز سراسر آمریکا به مدت ۷۳ سال به عنوان معتبرترین جایزه گل رز در ایالات متحده (⎘ ایالات متحده آمریکا) در نظر گرفته شد. گل رز سراسر آمریکا پس از سال ۲۰۱۳ متوقف شد و در سال ۲۰۱۶ با برنامه جدید
گل رز باغ آمریکایی (AGRS) جایگزین شد.